# Jeff Fiorentino
Pour les articles homonymes, voir Fiorentino.
Jeffrey Philip Fiorentino  (né le 14 avril 1983 à Pembroke Pines, Floride, États-Unis) est un ancien joueur de baseball.
Il évolue dans la Ligue majeure de baseball comme joueur de champ extérieur pour les Orioles de Baltimore en 2005, 2006 et 2009, ainsi que pour les Athletics d'Oakland en 2008. 
En 58 matchs joués sur 4 saisons dans les majeures, Fiorentino réussit 40 coups sûrs dont un coup de circuit et amasse 21 points produits, 23 points marqués et 4 buts volés. Sa moyenne au bâton en carrière s'élève à ,270.